# Bjarni Felixson
Bjarni Felixson (Reykjavík, 27 dicembre 1936 – Copenaghen, 14 settembre 2023) è stato un calciatore, giornalista e telecronista sportivo islandese, di ruolo difensore.

## Biografia
Soprannominato "Il Leone Rosso" per il colore dei suoi capelli, collezionò sei presenze con la nazionale di calcio islandese tra il 1962 e il 1964. Giocò per il Knattspyrnufélag Reykjavíkur per diverse stagioni, vincendo cinque volte il campionato nazionale e sette volte la Coppa d'Islanda.
Dopo il ritiro divenne giornalista e commentatore sportivo per la RÚV.
Felixson è morto nel 2023.